# Antyesti
Antyesti, det sista offret, är den sista av de sexton viktigaste hinduiska ritualerna (samskara).

## Ursprung
Det är troligt att denna ritual ursprungligen uppkom på grund av att man behövde göra sig av med den avlidnes kropp på ett humant sätt, detta utvecklade sig så småningom till en religiös rit. Antyesti är den hinduiska kremeringsritualen och syftet med ritualen är dels att skydda de efterlevande mot den orenhet som en död människa bär med sig och dels att ge frid till den avlidnes själ och göra det möjligt för den att gå vidare till förfädernas värld.

## Ritualens utformning

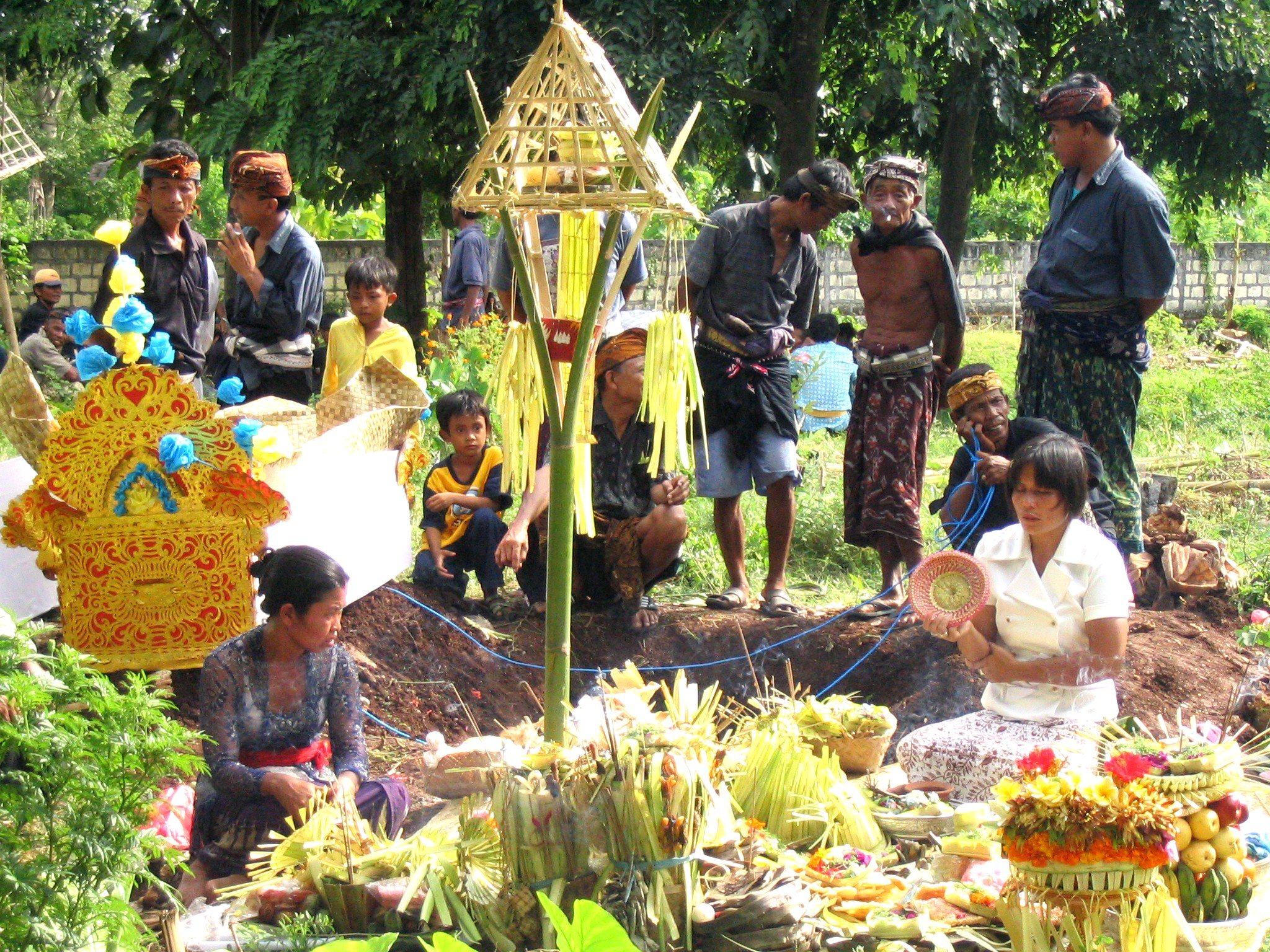
Begravning på Bali

För familjen handlar ritualen om att genomgå en rening där man rakar och klipper håret, man fastar och bär speciella kläder. Orenheten hos de som är kvarlevande förblir tills antyesti-ritualen är genomförd. 
I ritualen ingår även offring av pinda, risklumpar, som den döde får med sig vid kremeringen. Så snart bränningen är utförd blir kroppen en preta, vilket är ett väsen som nu befriats från människokroppen och tar sig till förfädravärlden. Med risklumparna ska den döde konstruera en kropp i vilken han ska befinna sig tills nästa återfödelse, men det är även den kropp som ska ta honom/henne ut ur pretaloka, andevärlden, och in till förfädernas världs, petriloka. I tio dagar pågår ritualen där pinda offras. Efter dessa dagar räknar man med att den döde tagit sig till förfädernas värld och i och med avslutet är även familjen åter fri från orenhet. Det är den äldste sonen av den avlidne och en präst som håller i de sista riterna.
Hur själva ritualen ser ut kan variera beroende på var man befinner sig och vilken social status man har. Ett kortfattat exempel på hur en typ av antyesti ritual kan se ut är följande: Kroppen av den avlidne läggs på marken åt ett visst håll och en oljelampa tänds och den låter man brinna under de tre kommande dagarna. Under denna tid försöker man undvika att komma i kontakt med den dödes kropp på grund av risken att bakterier sprids. Kroppen av den avlidne kläds sedan i rena kläder, innan detta har kroppen oftast tvättats med renat vatten. Vilka kläder man klär den avlidne i beror på vem det är som dött, om det är en ogift kvinna eller en gift kvinna som har sin make kvar i livet kläds dem i antingen gula eller i röda kläder. Om det däremot är en änka eller en man som har dött kläds kroppen i vitt. 
Beroende på vilken gud man dyrkar stryks det olika saker på den avlidnes panna, om man till exempel dyrkar Shiva stryker man på helig aska och om man dyrkar Vishnu stryks det sandelsträdssmet på pannan. Om man har möjlighet häller man några droppar av heligt vatten från Ganges i munnen på den avlidne så denna kan uppnå befrielse. Nästa steg i ritualen är att man kan utsmycka den avlidnes kropp med juveler. Kroppen placeras på en bår som är utsmyckad med olika blommor och denna körs sen på en vagn dragen av djur, numera förekommer det även att bilar kan köra kroppen. Om det inte är långt till kremeringsplatsen bärs båren dit för hand av de närmst sörjande.
Oftast är kremeringsplatsen belägen nära en flod. Ett bål är förberett, om kroppen var utsmyckad med juveler tas dessa bort innan kroppen läggs på bålet. Oftast är det den äldste sonen som sen går tre varv runt bålet samtidigt som han under tiden stänker vatten och ibland även smält smör på bålet, sen använder han en fackla till att sätta fyr på bålet. Efter kremeringen sörjer man och hela familjen förväntas ta ett bad. Ett par dagar efter kremeringen återvänder man till kremeringsplatsen och hämtar den avlidnes kvarlevor som placeras i en urna. Ritualen avslutas oftast med att man gräver ner eller sprider askan i en helig flod. Har man möjlighet är det fördelaktigt att till exempel åka till Varanasi för att sprida askan i Ganges.